# 1642
- Wikisource

| Calendário gregoriano                                                        | 1642 MDCXLII                        |
| Ab urbe condita                                                              | 2395                                |
| Calendário arménio                                                           | 1091 – 1092                         |
| Calendário bahá'í                                                            | -202 – -201                         |
| Calendário budista                                                           | 2186                                |
| Calendário chinês                                                            | 4338 – 4339 Início a 30 de janeiro  |
| Calendário copta                                                             | 1358 – 1359                         |
| Calendário etíope                                                            | 1634 – 1635                         |
| Calendários hindus - Vikram Samvat - Calendário nacional indiano - Cáli Iuga | 1697 – 1698 1563 – 1564 4742 – 4743 |
| Calendário Holoceno                                                          | 11642                               |
| Calendário islâmico                                                          | 1052 – 1053                         |
| Calendário judaico                                                           | 5402 – 5403                         |
| Calendário persa                                                             | 1020 – 1021                         |
| Calendário rúnico                                                            | 1892                                |
| Calendário solar tailandês                                                   | 2185                                |

1642 (MDCXLII, na numeração romana) foi um ano comum do século XVII do calendário gregoriano, da Era de Cristo, e a sua letra dominical foi E (52 semanas), teve início a uma quarta-feira e terminou também a uma quarta-feira.
| Ano completo                        |
| ----------------------------------- |
| Ano comum com início à quarta-feira |

## Eventos
- Início da Guerra civil inglesa (1642–1649)
- Criação da La pascaline, primeira máquina de somar.
- Afundamento na Baía de Angra de uma embarcação comercial carregada de mantimentos que foi “apanhada” pelos espanhóis sitiados na Fortaleza de São Filipe durante a Guerra da Restauração. Foi afundada pela acção conjunto do mau tempo e pelo bombardeamento da artilharia portuguesa para evitar que os espanhóis adquirissem os mantimentos.
- 29 de janeiro — A Inglaterra reconhece a restauração da independência do Reino de Portugal em relação à Espanha.
- 4 de março — Guerra da Restauração portuguesa: as tropas espanholas da Fortaleza de São João Baptista, em Angra do Heroísmo, entregam-se aos portugueses.
- 14 de julho — Criação do Conselho Ultramarino em Lisboa.

### Em andamento
- Guerra dos Trinta Anos (1618–1648)
- Guerra da Restauração portuguesa (1640–1668)

## Nascimentos
- Seki Takakazu,  matemático japonês  (m. 1708).
- 6 de janeiro — Maomé IV, o Caçador, sultão otomano entre e 1648 a 1687  (m. 1693).
- 25 de julho — Luís I, príncipe do Mónaco de 1662 até à sua morte  (m. 1701).
- 14 de agosto — Cosme III de Médici, Grão-Duque da Toscana  (m. 1723).
- 1 de setembro — Angelo Paoli,  carmelita descalço italiano, beato da Igreja Católica  (m. 1720).
- 11 de novembro — André-Charles Boulle, mestre de marqueteria do estilo Luís XIV  (m. 1732).
- 30 de novembro — Andrea Pozzo, irmão leigo jesuíta e prolífico artista italiano  (m. 1709).
- 6 de dezembro — Johann Christoph Bach, compositor e organista alemão, tio de Johann Sebastian Bach  (m. 1703).

## Mortes
- António Bocarro — cronista e geógrafo português  (n. c. 1594).
- Sengge Namgyal — rei do Ladaque.
- 8 de janeiro — Galileu Galilei, físico, matemático, astrônomo e filósofo italiano  (n. 1564).
- 3 de julho — Maria de Médici, segunda esposa do rei Henrique IV de França e regente de França  (n. 1575).
- 29 de novembro — André de Almada, reitor da Universidade de Coimbra  (n. 1570).
- 4 de dezembro — Cardeal de Richelieu, duque e primeiro-ministro francês  (n. 1585).